# Kumulativ
Kumulativ eller ackumulerad betyder successivt adderande, eller en hög som hopar sig, eller ökar. 
Inom bland annat epidemiologi är kumulativt antal döda, skadade eller smittfall det sammanlagda antalet sedan start på en epidemi, ett krig eller annan katastrof till och med en specificerad tidpunkt. I detta sammanhang ökar det kumulativa antalet successivt eller stagnerar på en platå.
I ett kumulativt diagram för en tidsvarierande storhet visar varje stapel eller punkt summan av storhetens värde för varje tidigare tidpunkt i diagrammet samt för tidpunkten själv. Varje stapel visar alltså information om varje tidpunkt som är tidigare eller lika med densamma. Den kumulativa utvecklingen kan beräknas som summan (eller integralen vid tidskontinuerliga förlopp) av frekvenserna (antalet fall per tidsenhet, exempelvis per dygn eller år) sedan start fram till en specifik tidpunkt. 
En kumulativ eller ackumulerad summa adderas successivt. Exempel: Den kumulativa summan av talföljden 10, 1, 1, 0, -1 är talserien 10, 11, 12, 12, 11. 
Inom statistik är en kumulativ fördelningsfunktion sannolikheten att en slumpmässig variabel är lägre eller lika med ett specificerat värde. Den kan beräknas genom integrering eller summering av täthetsfunktionen (den statistiska frekvensen). 
Begreppet används även inom organisationsteorin.